# Забайкальская губерния
Забайка́льская губе́рния — административно-территориальная единица в составе Дальневосточной республики, а затем Дальневосточной области РСФСР, существовавшая с 6 ноября 1922 года по 4 января 1926 года. 
Административный центр — город Чита.

## Предыстория
6 апреля 1920 года восточная часть бывшей Забайкальской области Российской империи вошла в состав Дальневосточной республики (ДВР) как Забайкальская область ДВР, а 22 ноября того же года из четырёх западных уездов Забайкальской области была образована Прибайкальская область ДВР. В 1922 году в составе области было образовано два новых уезда: Александрово-Заводский и Сретенский, которые не были утверждены правительством ДВР, но продолжали существовать. 

## История
Законом Дальневосточной республики от 6 ноября 1922 года Забайкальская область была преобразована в губернию и делилась на следующие уезды: 1) Акшинский, 2) Нерчинский, 3) Нерчинско-Заводский, 4) Читинский, 5) Александрово-Заводский и 6) Сретенский. 15 ноября 1922 года Дальневосточная республика вошла в состав РСФСР в качестве Дальневосточной области. 12 декабря 1923 года из оставшихся частей Верхнеудинской и Троицкосавского уездов, которые остались после перечисления их территорий в состав Бурят-Монгольской АССР, был образован Петровский (Петро-Заводский) уезд. 18 февраля 1924 года Акшинский уезд был присоединён к Читинскому, а Нерчинско-Заводский уезд — к Сретенскому, а также Александрово-Заводский уезд переименован в Борзинский.
По состоянию на 1 января 1926 года губерния делилась на 5 уездов: Борзинский, Нерчинский, Петровско-Заводский, Сретенский, Читинский.
4 января 1926 года, с упразднением Дальневосточной области, Забайкальская губерния была ликвидирована. Её территория, с разделением на Читинский и Сретенский округа, вошла в новообразованный Дальневосточный край.